# Carna (film)
Carna is een film uit 1969 van de Nederlandse regisseur Adriaan Ditvoorst.
Deze film was een documentaire over het carnaval in Bergen op Zoom, Ditvoorsts geboorteplaats. 
Hoewel het eigenlijk een onpersoonlijke opdrachtfilm was, is de stijl van de regisseur toch duidelijk te herkennen. Opnieuw weet hij iets wat normaal is heel vreemd te maken: de dansende verklede mensen zijn zo gefilmd dat ze er bizar en absurd uitzien. Ook bevat de film spottende kritiek op het katholieke geloof. Het camerawerk van Jan de Bont toont een reeks kleurenbeelden van dansende mensen, gemonteerd op het ritme van de muziek.
Halverwege de film is tussen de dansende menigte een eenzame clown te zien, begeleid door trieste muziek. Deze clown wordt gespeeld door Ditvoorst zelf.